# Pattinaggio di figura al XIV Festival olimpico invernale della gioventù europea - Ragazzi
Il concorso del Pattinaggio di figura al XIV Festival olimpico invernale della gioventù europea dei raggazzi si è svolto il 13 e 14 febbraio 2019 allo Skenderija di Sarajevo in Bosnia ed Erzegovina. Sono stati ammessi a partecipare alla competizione i pattinatori nati tra il 1º luglio 2002 e il 30 giugno 2004. I pattinatori hanno gareggiato nel programma corto e nel programma libero. Ognuno dei due programmi ha attribuito un punteggio. La somma dei risultati ha determinato il vincitore della competizione.

## Programma
| Data        | Ora(UTC+1) | Evento           |
| ----------- | ---------- | ---------------- |
| 13 febbraio | 17:40      | Programma corto  |
| 14 febbraio | 18:10      | Programma libero |

## Risultati
| Class | Nome                | Nazione       | Totale | PC | PC    | PL | PL     |
| ----- | ------------------- | ------------- | ------ | -- | ----- | -- | ------ |
| 1     | Ilya Yablokov       | Russia        | 211.62 | 1  | 74.76 | 1  | 136.86 |
| 2     | Mihhail Selevko     | Estonia       | 180.29 | 2  | 68.31 | 5  | 111.98 |
| 3     | Yauheni Puzanau     | Bielorussia   | 175.07 | 4  | 57.04 | 2  | 118.03 |
| 4     | Kims Georgs Pavlovs | Lettonia      | 172.13 | 3  | 59.80 | 4  | 112.33 |
| 5     | Andreas Nordebäck   | Svezia        | 171.90 | 5  | 56.95 | 3  | 114.95 |
| 6     | Andrey Kokura       | Ucraina       | 150.74 | 6  | 55.98 | 8  | 94.76  |
| 7     | Alp Eren Özkan      | Turchia       | 144.30 | 9  | 50.18 | 9  | 94.12  |
| 8     | Daniel Mrázek       | Rep. Ceca     | 143.96 | 12 | 44.11 | 6  | 99.85  |
| 9     | Lilian Binzari      | Moldavia      | 141.72 | 13 | 43.11 | 7  | 98.61  |
| 10    | Louis Weissert      | Germania      | 138.42 | 7  | 55.23 | 12 | 83.19  |
| 11    | Nikolaj Memola      | Italia        | 137.71 | 11 | 46.73 | 10 | 90.98  |
| 12    | Mohamed El Fassihi  | Svizzera      | 134.69 | 10 | 48.17 | 11 | 86.52  |
| 13    | Mohamed El Fassihi  | Spagna        | 119.93 | 8  | 50.53 | 14 | 69.40  |
| 14    | Mohamed El Fassihi  | Gran Bretagna | 114.45 | 14 | 41.38 | 13 | 73.07  |
| 15    | Mohamed El Fassihi  | Slovenia      | 90.54  | 15 | 32.89 | 15 | 57.65  |